# Гайар, Мэри
Мэри Гайар (Mary Katharine Gaillard, урожд. Ральф, Ralph, 1 апреля 1939, Нью-Брансуик, Нью-Джерси — 23 мая 2025) — американский физик-теоретик, специалист по физике элементарных частиц.
Доктор (1968), эмерит-профессор Калифорнийского университета в Беркли, член НАН США (1991) и Американского философского общества (2000).

## Биография
Окончила Hollins College (бакалавр, 1960). Степень магистра физики получила в Колумбийском университете в 1961 году.
Докторскую степень по теоретической физике получила в Университете Париж-юг XI в 1968 году.
В 1964—1968 годах работала в Национальном центре научных исследований (CNRS) в Женеве. В 1968 году возвратилась в США и в том же году поступила ассоциированным исследователем в Калифорнийский университет в Беркли, где с 1981 года профессор физики, ныне профессор-эмерит. В 1964—1981 годах также приглашённый учёный в ЦЕРНе и с 1981 года старший научный сотрудник Национальной лаборатории имени Лоуренса в Беркли. В 1996 году была назначена президентом Б. Клинтоном на шестилетний срок в National Science Board (по 2002). Подписала «Предупреждение учёных человечеству» (1992).
В 2015 году опубликовала автобиографию «A Singularly Unfeminine Profession: One Woman’s Journey in Physics».
Член Американской академии наук и искусств (1989), Американского физического общества и Американской ассоциации содействия развитию науки.
Награды и отличия: Prix Thibaud Лионской академии (1977), премия Эрнеста Лоуренса министерства энергетики (1988), стипендия Гуггенхайма (1989), премия Сакураи Американского физического общества (1993).

## Личная жизнь
Она вышла замуж за Жана Марка Гайара, от которого у неё было трое детей — Ален, Доминик и Бруно. Позже она вышла замуж за Бруно Зумино. Гайар умерла 23 мая 2025 года в возрасте 86 лет.